# Clinton County (Kentucky)
Clinton County ist ein County im Bundesstaat Kentucky der Vereinigten Staaten. Das U.S. Census Bureau hat bei der Volkszählung 2020 eine Einwohnerzahl von 9253 ermittelt.
Der Verwaltungssitz (County Seat) ist Albany, das nach der gleichnamigen Stadt im Bundesstaat New York benannt wurde. Das County gehört zu den Dry Countys, was bedeutet, dass der Verkauf von Alkohol eingeschränkt oder verboten ist.

## Geographie
Das County liegt im Süden von Kentucky, an der Grenze zu Tennessee und hat eine Fläche von 532 Quadratkilometern, wovon 21 Quadratkilometer Wasserfläche sind. Es grenzt in Kentucky im Uhrzeigersinn an folgende Countys: Russell County, Wayne County und Cumberland County.

## Geschichte
Clinton County wurde am 20. Februar 1836 aus Teilen des Cumberland County und des Wayne County gebildet. Benannt wurde es nach dem Gouverneur des Bundesstaates New York, DeWitt Clinton.
Zwei Bauwerke des Countys sind im National Register of Historic Places eingetragen (Stand 6. September 2017).

## Demografische Daten

Alterspyramide des Clinton Countys (Stand: 2000)

Nach der Volkszählung im Jahr 2000 lebten im Clinton County 9.634 Menschen in 4.086 Haushalten und 2.811 Familien. Die Bevölkerungsdichte betrug 19 Einwohner pro Quadratkilometer. Ethnisch betrachtet setzte sich die Bevölkerung zusammen aus 99,09 Prozent Weißen, 0,10 Prozent Afroamerikanern, 0,25 Prozent amerikanischen Ureinwohnern, 0,04 Prozent Asiaten, 0,11 Prozent Bewohnern aus dem pazifischen Inselraum und 0,08 Prozent aus anderen ethnischen Gruppen; 0,32 Prozent stammten von zwei oder mehr Ethnien ab. 1,22 Prozent der Bevölkerung waren spanischer oder lateinamerikanischer Abstammung.
Von den 4.086 Haushalten hatten 29,8 Prozent Kinder und Jugendliche unter 18 Jahre, die bei ihnen lebten. 55,5 Prozent waren verheiratete, zusammenlebende Paare, 9,7 Prozent waren allein erziehende Mütter, 31,2 Prozent waren keine Familien, 28,4 Prozent waren Singlehaushalte und in 12,8 Prozent lebten Menschen im Alter von 65 Jahren oder darüber. Die Durchschnittshaushaltsgröße betrug 2,34 und die durchschnittliche Familiengröße lag bei 2,85 Personen.
Auf das gesamte County bezogen setzte sich die Bevölkerung zusammen aus 22,7 Prozent Einwohnern unter 18 Jahren, 8,6 Prozent zwischen 18 und 24 Jahren, 27,7 Prozent zwischen 25 und 44 Jahren, 26,0 Prozent zwischen 45 und 64 Jahren und 15,0 Prozent waren 65 Jahre alt oder darüber. Das Durchschnittsalter betrug 39 Jahre. Auf 100 weibliche Personen kamen 92,9 männliche Personen. Auf 100 Frauen im Alter von 18 Jahren alt oder darüber kamen statistisch 91,5 Männer.
Das jährliche Durchschnittseinkommen eines Haushalts betrug 19.563 USD, das Durchschnittseinkommen der Familien betrug 25.919 USD. Männer hatten ein Durchschnittseinkommen von 21.193 USD, Frauen 16.194 USD. Das Prokopfeinkommen betrug 13.286 USD. 20,2 Prozent der Familien und 25,8 Prozent der Bevölkerung lebten unterhalb der Armutsgrenze. Davon waren 31,8 Prozent Kinder oder Jugendliche unter 18 Jahre und 29,9 Prozent waren Menschen über 65 Jahre.

## Orte im County
- Aaron
- Albany
- Alpha
- Browns Crossroads
- Bug
- Cannons Mill
- Cartwright
- Cedar Knob
- Cumberland City
- Decide
- Desda
- Highway
- Hobart
- Huntersville
- Ida
- Jones Mill
- Marlow
- Narvel
- Nora
- Rolan
- Savage
- Seventy Six
- Shipley
- Snow
- Static
- Static
- Upchurch
- Wago
- Watauga
- Willis Creek
- Wolf River Dock